# Humberto Roa
Humberto Roa Gajardo (* 21. Februar 1912 in Talcahuano; † 19. Februar 1986 ebenda), auch bekannt unter dem Spitznamen Cocoa ("Kakao"), war ein chilenischer Fußballspieler. Der Abwehrspieler lief in zwölf Länderspielen für Chile auf und gewann auf Vereinsebene mit Audax Italiano zwei Meistertitel.

## Karriere

### Verein
Humberto Roa begann in Concepción mit dem Fußballspielen und lief für den CD O’Higgins sowie für Industrial auf. Später wechselte er zum Deportivo Ñublense, für das er zwei Jahre als Mittelstürmer auflief. Er ging 1933 in die Hauptstadt Santiago und schloss sich dem Morning Star Sport Club an, für den er in der neu gegründeten Primera División debütierte. Nach nur einem Jahr wechselte Roa zu Audax Italiano, wo er als Stürmer, Halbstürmer und Verteidiger eingesetzt wurde. Der Klub italienischer Einwanderer gewann die Meisterschaft 1936. Ab 1937 bildete Roa das Verteidiger-Pärchen mit Ascanio Cortés, das auch in der Nationalmannschaft zusammen spielte. Humberto Roa blieb bis 1946 bei Audax, gewann in seinem letzten Karrierejahr nochmal die Meisterschaft 1946. Nach seiner Karriere kehrte Roa in die Region Concepción zurück.

### Nationalmannschaft
Humberto Roa lief zwischen 1939 und 1945 insgesamt zwölf Mal für die chilenische Nationalmannschaft auf. Sein Debüt gab der Defensivspieler beim Campeonato Sudamericano 1939 unter Trainer Pedro Mazullo bei der 1:5-Niederlage gegen Paraguay. Es blieb der einzige Turniereinsatz für Roa, bei dem sein Team auf dem vierten Platz landete. Beim Campeonato Sudamericano 1941 im eigenen Land absolvierte Roa alle vier Spiele. Den zwei Siegen über Ecuador und Titelverteidiger Peru folgten zwei Niederlagen gegen Uruguay und Argentinien, so dass der Gastgeber Turnierdritter wurde.
Bei der Südamerikameisterschaft 1942 stand Humberto Roa alle sechs Partien in der Startelf. Das Team aus dem Andenstaat belegte mit einem Sieg, einem Unentschieden und vier Niederlagen den sechsten und damit vorletzten Platz. Seine letzte Südamerikameisterschaft spielte Roa beim Campeonato Sudamericano 1945. Dort kam er nur beim 2:0-Erfolg über Kolumbien zum Einsatz, als er für Jorge Vásquez eingewechselt worden war. Der Gastgeber Chile kam mit vier Siegen, einem Unentschieden und einer Niederlage auf den dritten Rang. Für Roa war es das letzte Spiel im Nationaltrikot.

## Erfolge
Audax Italiano
- Chilenischer Meister: 1936, 1946
- Campeonato Especial de Receso: 1937
- Campeonato de Apertura: 1941